# Echinanthera amoena
Espèce
Synonymes
- Enicognathus amoenus Jan, 1863

Echinanthera amoena  est une espèce de serpents de la famille des Dipsadidae.

## Répartition
Cette espèce est endémique du Nordeste au Brésil. Elle se rencontre dans les États du Minas Gerais, de Rio de Janeiro, de São Paulo et du Paraná.

## Publication originale
- Jan, 1863 : Enumerazione sistematica degli ofidi appartenenti al gruppo Coronellidae. Archivio per la zoologia, l'anatomia e la fisiologia, vol. 2, no 2, p. 213-330 (texte intégral).